# Hot Water Music
Hot Water Music är ett amerikanskt punk-rockband, grundat 1993 i Gainesville, Florida. De fick sitt stora genombrott med albumet A Flight and a Crash.
Bandet återförenades 2008; sångaren Chuck Ragan och de som hade gått till bandet The Draft kom tillbaka. Förutom i USA har bandet fått slagit igenom i Tyskland och närliggande länder.

## Medlemmar
- Chuck Ragan - sång, gitarr
- Chris Wollard - sång, gitarr
- Jason Black - basgitarr
- George Rebelo - trummor

## Diskografi (urval)
Studioalbum
- Fuel for the Hate Game (1997)
- Forever and Counting (1997)
- No Division (1999)
- A Flight and a Crash (2001)
- Caution (2002)
- The New What Next (2004)
- Exister (2012)

Livealbum
- Live at the Hardback (1999)
- Live in Chicago (2013)

Samlingsalbum
- Finding the Rhythms (1995)
- Never Ender (2001)
- Till the Wheels Fall Off (2008)